# Nati nel 1833

## Gennaio(27)
- 2 gennaio - Duncan Stewart, politico uruguaiano († 1923)
- 3 gennaio - William Alvord, politico e banchiere statunitense († 1904)
- 3 gennaio - Thomas Scott, arciere statunitense († 1911)
- 5 gennaio - Sophus Bugge, filologo e linguista norvegese († 1907)
- 5 gennaio - Francesco Schupfer, giurista e politico italiano († 1925)
- 7 gennaio - Josep Manyanet i Vives, presbitero e religioso spagnolo († 1901)
- 7 gennaio - Henry Enfield Roscoe, chimico britannico († 1915)
- 8 gennaio - Carl Haber, ingegnere minerario tedesco († 1914)
- 9 gennaio - Lajos Abonyi, scrittore ungherese († 1898)
- 9 gennaio - William James Herschel, magistrato britannico († 1917)
- 9 gennaio - Angiolo Nardi Dei, matematico e politico italiano († 1913)
- 11 gennaio - Costantino V di Costantinopoli, arcivescovo ortodosso greco († 1914)
- 12 gennaio - Karl Eugen Dühring, economista e filosofo tedesco († 1921)
- 15 gennaio - Louis Paulsen, scacchista tedesco († 1891)
- 16 gennaio - Antonio Borri, patriota e agricoltore italiano († 1908)
- 17 gennaio - Adolphe Robert, storico e biografo francese († 1899)
- 19 gennaio - Alfred Clebsch, matematico tedesco († 1872)
- 21 gennaio - Edoardo Chiossone, incisore italiano († 1898)
- 21 gennaio - Eduard Engelmann, pattinatore artistico su ghiaccio e imprenditore austriaco († 1897)
- 23 gennaio - Carlo Gastini, tipografo e poeta italiano († 1902)
- 23 gennaio - Lewis Morris, poeta e politico gallese († 1907)
- 23 gennaio - Claudio Toscanini, patriota italiano († 1906)
- 26 gennaio - Elisabet Ney, scultrice tedesca († 1907)
- 28 gennaio - Charles George Gordon, generale britannico († 1885)
- 29 gennaio - Carl Frederik Aagaard, pittore danese († 1895)
- 29 gennaio - Felice Piovene, nobile, politico e dirigente sportivo italiano († 1903)
- 30 gennaio - Marie Wilt, soprano austriaco († 1891)

## Febbraio(20)
- 1º febbraio - Bonaventura Vicentini, politico italiano († 1908)
- 2 febbraio - Carl von Liebermeister, patologo tedesco († 1901)
- 3 febbraio - Abu Bakar di Johor, sovrano malese († 1895)
- 6 febbraio - José María de Pereda, scrittore spagnolo († 1906)
- 6 febbraio - James Ewell Brown Stuart, generale statunitense († 1864)
- 7 febbraio - Ricardo Palma, scrittore peruviano († 1919)
- 9 febbraio - Charles Andrew Gilman, politico statunitense († 1927)
- 10 febbraio - Camillo Mazzella, gesuita, cardinale e teologo italiano († 1900)
- 10 febbraio - Ernesto Mazzella, arcivescovo cattolico italiano († 1897)
- 11 febbraio - Melville Weston Fuller, politico, avvocato e giurista statunitense († 1910)
- 12 febbraio - Charles-Wilfrid de Bériot, pianista, compositore e insegnante francese († 1914)
- 13 febbraio - Giacinto Arcangeli, vescovo cattolico italiano († 1909)
- 15 febbraio - Giacomo Longo, compositore italiano († 1906)
- 17 febbraio - Angelo Martinengo di Villagana, politico e avvocato italiano († 1894)
- 19 febbraio - Élie Ducommun, giornalista e politico svizzero († 1906)
- 19 febbraio - Therese von Wüllenweber, religiosa tedesca († 1907)
- 20 febbraio - Eduard Hagenbach-Bischoff, fisico svizzero († 1910)
- 23 febbraio - Zacharie Astruc, scultore e pittore francese († 1907)
- 24 febbraio - Eduard Taaffe, politico austriaco († 1895)
- 28 febbraio - Alfred von Schlieffen, generale tedesco († 1913)

## Marzo(33)
- 1º marzo - Clemente Marchisio, presbitero italiano († 1903)
- 2 marzo - Raffaele De Benedetto, patriota italiano († 1867)
- 2 marzo - Giuseppe Carlo Luigi d'Asburgo-Lorena, generale († 1905)
- 2 marzo - Robert St Clair-Erskine, IV conte di Rosslyn, nobile e politico scozzese († 1890)
- 3 marzo - Eduard Georg von Wahl, chirurgo tedesco († 1890)
- 4 marzo - Antoine-Alphonse Chassepot, inventore francese († 1905)
- 6 marzo - Alfonso Corradi, medico italiano († 1892)
- 6 marzo - Henri Rieunier, militare e politico francese († 1918)
- 7 marzo - Franz Wohlfahrt, violinista e docente tedesco († 1884)
- 10 marzo - Pedro Antonio de Alarcón, poeta, scrittore e giornalista spagnolo († 1891)
- 10 marzo - Dimitrie Sturdza-Miclăușanu, politico rumeno († 1914)
- 15 marzo - Géza Fejérváry, generale ungherese († 1914)
- 15 marzo - August Gremli, botanico svizzero († 1899)
- 16 marzo - Aurelio Gotti, scrittore italiano († 1904)
- 17 marzo - Giuseppe Gariboldi, flautista, compositore e direttore d'orchestra italiano († 1905)
- 17 marzo - Ludovico Piavi, patriarca cattolico italiano († 1905)
- 17 marzo - Charles Edwin Wilbour, egittologo e giornalista statunitense († 1896)
- 18 marzo - Domenico Ammirato, pittore italiano
- 18 marzo - Thomas Powys, IV Barone Lilford, ornitologo britannico († 1896)
- 19 marzo - Auguste Allongé, pittore, illustratore e incisore francese († 1898)
- 20 marzo - Daniel Dunglas Home, scozzese († 1886)
- 21 marzo - Emilio Cianchi, compositore italiano († 1890)
- 21 marzo - Carl Stål, entomologo svedese († 1878)
- 22 marzo - Eugen von Keyserling, zoologo e aracnologo tedesco († 1889)
- 22 marzo - Manuel Ruiz Zorrilla, politico spagnolo († 1895)
- 23 marzo - Franz Bendel, pianista e compositore tedesco († 1874)
- 23 marzo - Carl Friedrich Otto Westphal, neurologo e psichiatra tedesco († 1930)
- 24 marzo - Friedrich von Martini, ingegnere e inventore svizzero († 1897)
- 25 marzo - Spirito Riberi, politico italiano († 1915)
- 25 marzo - August Wilmanns, filologo classico e bibliotecario tedesco († 1917)
- 26 marzo - Antonín Bennewitz, violinista, direttore d'orchestra e docente ceco († 1926)
- 26 marzo - Albano Tomaselli, pittore italiano († 1856)
- 30 marzo - Charles Horton Peck, micologo e botanico statunitense († 1917)

## Aprile(23)
- 2 aprile - Emilio Alemagna, architetto e ingegnere italiano († 1910)
- 2 aprile - Thomas H. Ruger, generale statunitense († 1907)
- 3 aprile - Paolo Oss Mazzurana, imprenditore e politico austro-ungarico († 1895)
- 5 aprile - Arthur Gehlert, imprenditore, politico e compositore di scacchi tedesco († 1904)
- 6 aprile - Luis Cordero Crespo, politico ecuadoriano († 1912)
- 7 aprile - Arthur Arnould, giornalista e scrittore francese († 1895)
- 10 aprile - David McMurtrie Gregg, generale e diplomatico statunitense († 1916)
- 10 aprile - Granville Waldegrave, III barone Radstock, nobile e militare inglese († 1913)
- 12 aprile - Ninco Nanco, brigante italiano († 1864)
- 15 aprile - Maurice Loewy, astronomo francese († 1907)
- 15 aprile - Maxwell Masters, botanico inglese († 1907)
- 16 aprile - Otto von Helldorff, politico prussiano († 1908)
- 17 aprile - Jean-Baptiste Accolay, compositore, violinista e direttore d'orchestra belga († 1900)
- 17 aprile - Enrico Sappia, storico e giornalista italiano († 1906)
- 19 aprile - Isaac Wayne MacVeagh, politico e avvocato statunitense († 1917)
- 20 aprile - Antoine Vollon, pittore e incisore francese († 1900)
- 21 aprile - George Henry Lewis, avvocato inglese († 1911)
- 23 aprile - Ottaviano Targioni Tozzetti, saggista italiano († 1899)
- 27 aprile - Elena Nobili, pittrice italiana († 1900)
- 28 aprile - Ferdinando Avogadro di Collobiano, politico italiano († 1904)
- 28 aprile - Pietro Faitini, scultore italiano († 1902)
- 29 aprile - Pietro Poppi, fotografo e pittore italiano († 1914)
- 30 aprile - Hortense Schneider, soprano francese († 1920)

## Maggio(27)
- 2 maggio - Giuseppe Mascia, politico e medico italiano († 1910)
- 3 maggio - Philip Hermogenes Calderon, pittore inglese († 1898)
- 4 maggio - Joseph Mortimer Granville, medico, inventore e scrittore britannico († 1900)
- 5 maggio - Soledad Acosta, scrittrice e giornalista colombiana († 1913)
- 5 maggio - Lazarus Fuchs, matematico tedesco († 1902)
- 5 maggio - Carl Jakob Adolf Christian Gerhardt, psichiatra tedesco († 1902)
- 5 maggio - Ferdinand von Richthofen, geografo e geologo tedesco († 1905)
- 6 maggio - Nicola Polvere, politico italiano († 1915)
- 7 maggio - James S. Boynton, politico statunitense († 1902)
- 7 maggio - Johannes Brahms, compositore, pianista e direttore d'orchestra tedesco († 1897)
- 7 maggio - Stanislao Pointeau, pittore francese († 1907)
- 9 maggio - Hermann von Spaun, ammiraglio austro-ungarico († 1919)
- 11 maggio - Fortunato Vergara di Craco, nobile e politico italiano († 1928)
- 12 maggio - Gaston Casimir Saint-Pierre, pittore francese († 1916)
- 14 maggio - James Donald Cameron, politico statunitense († 1918)
- 15 maggio - Pacifico Ceresa, imprenditore e politico italiano († 1905)
- 17 maggio - Benedetto Brin, ingegnere, ammiraglio e politico italiano († 1898)
- 17 maggio - Jacob Thurmann Ihlen, politico norvegese († 1903)
- 18 maggio - Giacomo Sani, militare e politico italiano († 1912)
- 21 maggio - Forster Fitzgerald Arbuthnot, orientalista e traduttore britannico († 1901)
- 23 maggio - Narciso Cozzo, militare italiano († 1860)
- 25 maggio - Alfred Noack, fotografo tedesco († 1895)
- 28 maggio - Félix Bracquemond, pittore francese († 1914)
- 29 maggio - Ferdinando Siccardi, politico e imprenditore italiano († 1906)
- 30 maggio - Lucien Adam, linguista francese († 1918)
- 31 maggio - David Boyle, VII conte di Glasgow, ufficiale e politico scozzese († 1915)
- 31 maggio - Vincenzo Molo, vescovo cattolico svizzero († 1904)

## Giugno(33)
- 2 giugno - Icilio Calzolari, fotografo italiano († 1906)
- 2 giugno - Segismundo Moret, politico spagnolo († 1913)
- 3 giugno - Guglielmo Berchet, patriota, politico e storico italiano († 1913)
- 3 giugno - William Trost Richards, pittore statunitense († 1905)
- 4 giugno - Garnet Wolseley, generale britannico († 1913)
- 5 giugno - Maria Cristina di Borbone-Spagna, nobildonna spagnola († 1902)
- 7 giugno - Ada Benini, poetessa italiana († 1854)
- 7 giugno - Wilhelm Moritz Keferstein, naturalista, zoologo e erpetologo tedesco († 1870)
- 7 giugno - Alexander Ritter, violinista e compositore tedesco († 1896)
- 8 giugno - Giuseppe Seguenza, naturalista e geologo italiano († 1889)
- 9 giugno - Narciso Feliciano Pelosini, politico e scrittore italiano († 1896)
- 10 giugno - Pauline Cushman, attrice teatrale e agente segreto statunitense († 1893)
- 11 giugno - Rosa Vercellana, nobildonna italiana († 1885)
- 13 giugno - Fedele Lampertico, economista, scrittore e politico italiano († 1906)
- 14 giugno - Ernest Roze, botanico e micologo francese († 1900)
- 15 giugno - Antonio De Nino, antropologo e storico italiano († 1907)
- 15 giugno - Theodor Meynert, medico tedesco († 1892)
- 16 giugno - Antonio Pacifico Neno, religioso italiano († 1889)
- 17 giugno - Manuel González, politico e generale messicano († 1893)
- 17 giugno - Francisco Oller, pittore portoricano († 1917)
- 18 giugno - Ciriaco María Sancha y Hervás, cardinale e arcivescovo cattolico spagnolo († 1909)
- 19 giugno - Feliciano Novelli, patriota italiano († 1918)
- 19 giugno - Otto von Walterskirchen, diplomatico e nobile austriaco († 1912)
- 20 giugno - Léon Bonnat, pittore francese († 1922)
- 21 giugno - Domenico Morea, storico e presbitero italiano († 1902)
- 24 giugno - Gustaf Åkerhielm, politico svedese († 1900)
- 24 giugno - Alfred William Bennett, botanico britannico († 1902)
- 27 giugno - Cesare Bardesono di Rigras, prefetto e politico italiano († 1892)
- 27 giugno - Pietro Dosio, militare italiano
- 29 giugno - Pietro Gerolamo Invernizzi, patriota italiano († 1880)
- 29 giugno - Peter Waage, chimico norvegese († 1900)
- 30 giugno - Manuel Amador Guerrero, politico panamense († 1909)
- 30 giugno - Willie Park Sr., golfista scozzese († 1903)

## Luglio(30)
- 1º luglio - Nicola Sole, politico italiano († 1901)
- 2 luglio - Ottavio Lovera di Maria, poliziotto, funzionario e politico italiano († 1900)
- 5 luglio - Nikolaj Vasil'evič Kopitov, ammiraglio russo († 1901)
- 7 luglio - Félicien Rops, pittore, incisore e disegnatore belga († 1898)
- 8 luglio - Giovanni Baccelli, magistrato e politico italiano († 1914)
- 9 luglio - Sousândrade, poeta brasiliano († 1902)
- 9 luglio - Florence Marryat, scrittrice e attrice teatrale inglese († 1899)
- 9 luglio - Josipina Turnograjska, scrittrice slovena († 1854)
- 9 luglio - Thomas Vickers, imprenditore e militare inglese († 1915)
- 11 luglio - Luigi Bombicci, mineralogista e museologo italiano († 1903)
- 15 luglio - Christian Jank, pittore e architetto tedesco († 1888)
- 16 luglio - Eliza Seymour, nobildonna inglese († 1896)
- 17 luglio - Nikolaj Ivanovič Svjatopolk-Mirskij, generale e politico russo († 1898)
- 20 luglio - Karl von Hasenauer, architetto austriaco († 1894)
- 20 luglio - Philipp von Klett, compositore di scacchi e militare tedesco († 1910)
- 22 luglio - Friedrich Hultsch, storico, filologo classico e matematico tedesco († 1906)
- 23 luglio - Spencer Cavendish, VIII duca di Devonshire, nobile e politico britannico († 1908)
- 26 luglio - Gheorghe Manu, generale e politico rumeno († 1911)
- 26 luglio - Alexander Henry Rhind, antiquario e egittologo britannico († 1863)
- 26 luglio - Luigi Rotelli, cardinale italiano († 1891)
- 27 luglio - Thomas George Bonney, geologo inglese († 1923)
- 27 luglio - Pietro Marchi, zoologo e medico italiano († 1923)
- 27 luglio - Giovanni Battista Marin, patriota italiano († 1893)
- 27 luglio - Franco Mistrali, giornalista, romanziere e storico italiano († 1880)
- 28 luglio - Antonia Masanello, patriota italiana († 1862)
- 30 luglio - Carlo Ludovico d'Asburgo-Lorena, nobile († 1896)
- 30 luglio - Isabella Pizzi, mistica italiana († 1873)
- 31 luglio - Antonio Baroni, alpinista italiano († 1912)
- 31 luglio - Henriette Mendel, tedesca († 1891)
- 31 luglio - Antoni Wilhelm Radziwiłł, generale polacco († 1904)

## Agosto(29)
- 1º agosto - Gilbert Carlton Walker, politico statunitense († 1885)
- 2 agosto - Gaetano Licopoli, botanico italiano († 1897)
- 5 agosto - Carola di Vasa, regina († 1907)
- 6 agosto - Augustin Egger, vescovo cattolico svizzero († 1906)
- 8 agosto - Karl Klaus von der Decken, esploratore tedesco († 1865)
- 8 agosto - Francesco Ghetaldi-Gondola, politico dalmata († 1899)
- 12 agosto - Federico Faruffini, pittore, incisore e fotografo italiano († 1869)
- 13 agosto - Lucido Maria Parocchi, cardinale e arcivescovo cattolico italiano († 1903)
- 13 agosto - Ambrogio Zuffi, scultore e restauratore italiano († 1922)
- 15 agosto - Michele Cardona, magistrato e politico italiano († 1909)
- 15 agosto - Ernest François Lefèvre, politico e avvocato francese († 1889)
- 16 agosto - Pietro Ardito, presbitero, saggista e critico letterario italiano († 1889)
- 17 agosto - Giuseppe Chiarini, letterato e critico letterario italiano († 1908)
- 18 agosto - Demetrio Livaditi, scrittore, giornalista e patriota italiano († 1897)
- 19 agosto - Gaetano Del Pezzo, diplomatico e politico italiano († 1889)
- 20 agosto - Benjamin Harrison, politico statunitense († 1901)
- 20 agosto - Vasile Pogor, poeta e politico rumeno († 1906)
- 21 agosto - Giuseppe Quandel, abate, militare e astronomo italiano († 1897)
- 22 agosto - Odoardo Borrani, pittore italiano († 1905)
- 22 agosto - William Raphael, pittore canadese († 1914)
- 22 agosto - Davide Riccardi, arcivescovo cattolico italiano († 1897)
- 23 agosto - Giovanni Capellini, geologo e paleontologo italiano († 1922)
- 23 agosto - Teresa Gnoli, poetessa e educatrice italiana († 1886)
- 23 agosto - Paolo Panceri, zoologo e anatomista italiano († 1877)
- 26 agosto - Henry Fawcett, politico e economista britannico († 1884)
- 26 agosto - Wilhelm Alexander Freund, ginecologo tedesco († 1917)
- 26 agosto - Stanislas Pourille, giornalista e scrittore francese
- 28 agosto - Edward Burne-Jones, pittore britannico († 1898)
- 31 agosto - Carlo Alberto Racchia, ammiraglio e politico italiano († 1896)

## Settembre(32)
- 2 settembre - Piero Puccioni, politico italiano († 1898)
- 4 settembre - Serafino Cretoni, cardinale e arcivescovo cattolico italiano († 1909)
- 4 settembre - Christoph Friedrich Hegelmaier, botanico e medico tedesco († 1906)
- 4 settembre - Enrico Eugenio Rechiedei, patriota italiano († 1860)
- 6 settembre - Filippo Mariotti, politico italiano († 1911)
- 7 settembre - Edward B. Pond, politico statunitense († 1910)
- 7 settembre - Sophus Jacobsen, pittore norvegese († 1912)
- 7 settembre - Cesare Valperga di Masino, politico italiano († 1904)
- 8 settembre - Vincenzo Micheli, architetto italiano († 1905)
- 8 settembre - Giuseppe Antonio Ermenegildo Prisco, cardinale italiano († 1923)
- 10 settembre - Achille Campo, patriota, militare e scacchista italiano († 1910)
- 10 settembre - Hans Heinrich XI von Hochberg, generale e imprenditore tedesco († 1907)
- 10 settembre - Henry Howard, XVIII conte di Suffolk, nobile e politico britannico († 1898)
- 11 settembre - Nguyễn Phúc Hồng Y, principe vietnamita († 1877)
- 11 settembre - Franz von Waldburg-Wolfegg-Waldsee, principe e politico tedesco († 1906)
- 11 settembre - Carl von Noorden, storico tedesco († 1883)
- 12 settembre - Francesco Rossetti, fisico italiano († 1884)
- 12 settembre - August Eduard Schliecker, pittore tedesco († 1911)
- 12 settembre - Charles Raymond de Saint-Vallier, politico e diplomatico francese († 1886)
- 15 settembre - Ramón Blanco y Erenas, generale spagnolo († 1906)
- 20 settembre - Ernesto Teodoro Moneta, giornalista e patriota italiano († 1918)
- 22 settembre - John Quincy Adams II, avvocato e politico statunitense († 1894)
- 22 settembre - Gheorghe Grigore Cantacuzino, politico rumeno († 1913)
- 22 settembre - Stephen Lee, generale statunitense († 1908)
- 24 settembre - Secondo Laura, medico italiano († 1902)
- 26 settembre - Sergente Romano, militare e brigante italiano († 1863)
- 28 settembre - Alessandro Busi, compositore, direttore d'orchestra e pedagogo italiano († 1895)
- 28 settembre - Ram Singh II, principe indiano († 1880)
- 29 settembre - Giacomo Ceconi, imprenditore italiano († 1910)
- 29 settembre - Henri Chapu, scultore e medaglista francese († 1891)
- 30 settembre - Heinrich Jordan, filologo classico tedesco († 1886)
- 30 settembre - Edwin Theodor Saemisch, oculista tedesco († 1909)

## Ottobre(34)
- 1º ottobre - Vito Positano, diplomatico italiano († 1886)
- 1º ottobre - Elisabetta di Schwarzburg-Rudolstadt, principessa tedesca († 1896)
- 2 ottobre - Henri Rouart, ingegnere e pittore francese († 1912)
- 4 ottobre - John Anderson, zoologo britannico († 1900)
- 8 ottobre - Pietro Ellero, giurista, criminologo e politico italiano († 1933)
- 8 ottobre - Edmund Clarence Stedman, poeta, critico letterario e banchiere statunitense († 1908)
- 8 ottobre - André Theuriet, poeta francese († 1907)
- 9 ottobre - Eugen Langen, inventore tedesco († 1895)
- 10 ottobre - Giacomo Sondaz, carabiniere italiano († 1861)
- 10 ottobre - John Studebaker, imprenditore statunitense († 1917)
- 13 ottobre - Edward Blake, politico canadese († 1912)
- 13 ottobre - Domenico Brunenghi, diplomatico italiano († 1910)
- 13 ottobre - Pierre Lorillard IV, imprenditore statunitense († 1901)
- 15 ottobre - Johannes Dümichen, egittologo tedesco († 1894)
- 16 ottobre - Rosalie Sjöman, fotografa svedese († 1919)
- 16 ottobre - Walter Clopton Wingfield, militare, inventore e tennista britannico († 1912)
- 17 ottobre - José Eduvigis Díaz, generale paraguaiano († 1867)
- 17 ottobre - Charles Ragon de Bange, militare e progettista francese († 1914)
- 18 ottobre - Cristoforo Benigno Crespi, imprenditore italiano († 1920)
- 18 ottobre - Johann Evangelist Habert, compositore austriaco († 1896)
- 19 ottobre - Paul Bert, fisiologo e politico francese († 1886)
- 19 ottobre - Adam Lindsay Gordon, poeta, fantino e politico australiano († 1870)
- 21 ottobre - Ethelie Madeleine Brohan, attrice teatrale francese († 1900)
- 21 ottobre - Eugène Crosti, baritono francese († 1908)
- 21 ottobre - Alfred Nobel, chimico, imprenditore e filantropo svedese († 1896)
- 22 ottobre - James Albert Gary, politico statunitense († 1920)
- 22 ottobre - Florestina di Monaco, principessa monegasca († 1897)
- 23 ottobre - Antonio Flores Jijón, politico ecuadoriano († 1915)
- 23 ottobre - Arthur Legrand, politico e avvocato francese († 1916)
- 23 ottobre - Jean Baptiste Louis Pierre, botanico francese († 1905)
- 26 ottobre - Adelaide Phillipps, contralto britannico († 1882)
- 27 ottobre - Cándido Bareiro, politico paraguaiano († 1880)
- 29 ottobre - Celina Chludzińska Borzęcka, religiosa polacca († 1913)
- 29 ottobre - Tommaso Maria Zigliara, cardinale, teologo e filosofo francese († 1893)

## Novembre(30)
- 3 novembre - Georg Autenrieth, filologo classico e linguista tedesco († 1900)
- 3 novembre - Alfonso Cossa, chimico italiano († 1902)
- 3 novembre - Luigi Di Gropello Tarino, politico italiano († 1904)
- 4 novembre - Philipp Grünne, generale austriaco († 1902)
- 4 novembre - Aleksandr Alekseevič Kireev, filosofo russo († 1910)
- 5 novembre - William Edgcumbe, IV conte di Mount Edgcumbe, politico inglese († 1917)
- 6 novembre - Jonas Lie, scrittore norvegese († 1908)
- 7 novembre - Rafael Pombo, poeta, scrittore e linguista colombiano († 1912)
- 8 novembre - Giovanni Battista Morana, avvocato e politico italiano († 1900)
- 10 novembre - Scipione Vannutelli, pittore italiano († 1894)
- 12 novembre - Aleksandr Porfir'evič Borodin, compositore e chimico russo († 1887)
- 12 novembre - Martín Rico, pittore spagnolo († 1908)
- 13 novembre - Edwin Booth, attore teatrale statunitense († 1893)
- 14 novembre - Ottone Secondo Tournon, militare e politico italiano († 1915)
- 15 novembre - Giovanni Battista Paolucci, arcivescovo cattolico italiano († 1892)
- 18 novembre - Augusto Caroselli, poeta italiano († 1899)
- 18 novembre - Charles D. Sherwood, politico statunitense († 1895)
- 18 novembre - Eduard Peithner von Lichtenfels, pittore austriaco († 1913)
- 19 novembre - Adolfo Bartoli, letterato italiano († 1894)
- 19 novembre - Wilhelm Dilthey, filosofo e psicologo tedesco († 1911)
- 19 novembre - Eliza Lynch, first lady paraguaiana († 1886)
- 21 novembre - Antonio Maria Saeli, vescovo cattolico italiano († 1900)
- 21 novembre - Giovanni Battista Unterveger, fotografo italiano († 1912)
- 24 novembre - Giacomo Giuseppe Costa, magistrato e politico italiano († 1897)
- 24 novembre - Giuseppe Fancelli, tenore italiano († 1887)
- 24 novembre - Jovan Jovanović Zmaj, poeta serbo († 1904)
- 27 novembre - Maria Adelaide di Cambridge, nobile britannico († 1897)
- 30 novembre - Artur Immanuel Hazelius, filologo svedese († 1901)
- 30 novembre - Suzanne Lagier, attrice teatrale e cantante lirica francese († 1893)
- 30 novembre - Elizabeth Wolstenholme, attivista, saggista e poetessa britannica († 1918)

## Dicembre(33)
- 2 dicembre - Schomberg Kerr, IX marchese di Lothian, politico e diplomatico scozzese († 1900)
- 2 dicembre - Charles Jacques Édouard Morren, illustratore e botanico belga († 1886)
- 2 dicembre - Friedrich Daniel von Recklinghausen, patologo tedesco († 1910)
- 2 dicembre - Édouard Riou, pittore e illustratore francese († 1900)
- 3 dicembre - John Aird, ingegnere inglese († 1911)
- 3 dicembre - Virginio Ferrari, clarinettista italiano († 1886)
- 3 dicembre - Carlos Finlay, medico e scienziato cubano († 1915)
- 4 dicembre - George Henry Boughton, pittore e scrittore statunitense († 1905)
- 6 dicembre - Alexandre-Eugène Bouët, militare francese († 1887)
- 6 dicembre - Barbara Marchisio, contralto italiano († 1919)
- 8 dicembre - Auguste Mercier, generale e politico francese († 1921)
- 10 dicembre - Edith Rawdon-Hastings, X contessa di Loudoun, scrittrice scozzese († 1874)
- 10 dicembre - Joseph Taylor, cantante inglese († 1910)
- 11 dicembre - Vittorio di Hohenlohe-Langenburg, principe tedesco († 1891)
- 12 dicembre - Konrad Hermann Christ, botanico svizzero († 1933)
- 13 dicembre - Edouard André, politico, mecenate e collezionista d'arte francese († 1894)
- 13 dicembre - Petre S. Aurelian, politico rumeno († 1909)
- 13 dicembre - Gregorio Maria Grassi, vescovo cattolico, missionario e santo italiano († 1900)
- 13 dicembre - Gregorio Zappalà, scultore italiano († 1908)
- 16 dicembre - Anatole Bailly, grecista, lessicografo e docente francese († 1911)
- 16 dicembre - Giuseppe Bellandi, militare italiano († 1910)
- 17 dicembre - Giuseppe De Riseis, imprenditore e politico italiano († 1924)
- 18 dicembre - Antonio Colombano, militare italiano († 1905)
- 19 dicembre - Luigi Bertelli, pittore italiano († 1916)
- 19 dicembre - Vital Cuinet, geografo e orientalista francese († 1896)
- 20 dicembre - Samuel Mudd, medico statunitense († 1883)
- 20 dicembre - Vittorio Poggi, avvocato, giornalista e militare italiano († 1914)
- 21 dicembre - Elizaveta Nikolaevna Zubova, attivista russa († 1894)
- 22 dicembre - Marko Vovčok, scrittrice ucraina († 1907)
- 25 dicembre - Adelaide Maria di Anhalt-Dessau, principessa († 1916)
- 27 dicembre - Federico Delpino, botanico italiano († 1905)
- 29 dicembre - Antonio Zannoni, architetto, ingegnere e archeologo italiano († 1910)
- 31 dicembre - Salvador Jovellanos, politico paraguaiano († 1881)

## Senza giorno specificato(38)
- Abdurrahman Nureddin Pascià, politico ottomano († 1912)
- Gustavo Alziary di Malaussena, militare italiano († 1866)
- Raimondo Brenna, politico e giornalista italiano († 1905)
- Richard Brenner, esploratore tedesco († 1874)
- Achille Cantoni, patriota italiano († 1867)
- Francesco Caprioli, politico italiano († 1916)
- Vincenzo Cerri, scultore italiano († 1903)
- Andrea Cherubini, pittore italiano († 1905)
- Francesco Ciotti, attore teatrale italiano († 1913)
- Guido Corsini, scrittore italiano († 1878)
- Saverio De Bellis, imprenditore italiano († 1918)
- Louis Edmond Duranty, scrittore francese († 1880)
- Johan Casimir Ehrnrooth, militare e politico russo († 1913)
- Elisa Koch, pittrice italiana († 1914)
- Bernhard Erdmannsdorffer, storico tedesco († 1901)
- Carlo Ferrario, scenografo, pittore e architetto italiano († 1907)
- William J. Fetterman, militare e ufficiale statunitense († 1866)
- Giovanni Gropplero, politico e storico italiano († 1901)
- John Houlding, imprenditore e politico britannico († 1902)
- Alexander Karatheodori Pasha, nobile ottomano († 1906)
- Conrad Fredrik von der Lippe, architetto norvegese († 1901)
- Pierre Mahé, filatelista e giornalista francese († 1913)
- Francesco Martinetti, antiquario, numismatico e falsario italiano († 1895)
- Joan Martorell, architetto spagnolo († 1906)
- Kıbrıslı Mehmed Kamil Pascià, politico ottomano († 1913)
- John Singleton Mosby, militare statunitense († 1916)
- Ludwig Moser, artista austriaco († 1916)
- Pietro Mosetig, giornalista e patriota italiano († 1911)
- Gianfrancesco Nardi, fotografo e pittore italiano († 1903)
- Mir Möhsün Nəvvab, pittore, poeta e storico azero († 1918)
- Cesare Sighinolfi, scultore italiano († 1902)
- Guido Stache, geologo e paleontologo austriaco († 1921)
- James Talmage White, pittore inglese († 1907)
- Leopoldo Toniolo, pittore italiano († 1908)
- Tsukamoto Akitake, geografo giapponese († 1885)
- Utagawa Yoshiiku, incisore e pittore giapponese († 1904)
- Gustav Weymer, entomologo tedesco († 1914)
- Fredrik von Otter, politico svedese († 1910)